# Кенсінгтон (Канзас)
Кенсінгтон (англ. Kensington) — місто (англ. city) в США, в окрузі Сміт штату Канзас. Населення — 399 осіб (2020).

## Географія
Кенсінгтон розташований за координатами 39°46′1″ пн. ш. 99°1′59″ зх. д. / 39.76694° пн. ш. 99.03306° зх. д. (39.766822, -99.033138).  За даними Бюро перепису населення США в 2010 році місто мало площу 0,93 км², уся площа — суходіл. В 2017 році площа становила 0,87 км², уся площа — суходіл.

## Демографія
Згідно з переписом 2010 року, у місті мешкали 473 особи в 203 домогосподарствах у складі 126 родин. Густота населення становила 507 осіб/км².  Було 261 помешкання (280/км²).
Расовий склад населення:
| - 97,7 % — білих - 0,2 % — корінних американців |

До двох чи більше рас належало 2,1 %. Частка іспаномовних становила 0,2 % від усіх жителів.
За віковим діапазоном населення розподілялося таким чином: 21,6 % — особи молодші 18 років, 49,4 % — особи у віці 18—64 років, 29,0 % — особи у віці 65 років та старші. Медіана віку мешканця становила 49,7 року. На 100 осіб жіночої статі у місті припадало 86,2 чоловіків;  на 100 жінок у віці від 18 років та старших — 84,6 чоловіків також старших 18 років.
Середній дохід на одне домашнє господарство  становив 44 106 доларів США (медіана — 30 000), а середній дохід на одну сім'ю — 55 851 долар (медіана — 46 042). Медіана доходів становила 31 719 доларів для чоловіків та 33 125 доларів для жінок. За межею бідності перебувало 17,3 % осіб, у тому числі 25,7 % дітей у віці до 18 років та 9,7 % осіб у віці 65 років та старших.
Цивільне працевлаштоване населення становило 192 особи. Основні галузі зайнятості: роздрібна торгівля — 21,4 %, освіта, охорона здоров'я та соціальна допомога — 17,7 %, будівництво — 16,7 %.